# Flaga Prus
Flaga Prus przedstawia na białym tle czarnego orła, uzbrojonego złoto, trzymającego w szponach złote (żółte) insygnia koronacyjne, pod złotą królewską koroną. Flaga ta w ciągu stuleci podlegała pewnym modyfikacjom – korona początkowo unosząca się swobodnie powyżej głowy orła, obniżała się z czasem, aby od 1871 na fladze Prus jako części Cesarstwa Niemieckiego osiąść na głowie orła. Insygnia koronacyjne w latach 1701–1750 reprezentowało berło i jabłko królewskie, następnie berło w różnych wariantach, i miecz, a od 1871 ponownie zamiast miecza jabłko. Flaga od 1892 była uzupełnione wąskimi czarnymi pasami na poziomych krawędziach.
Kolory flagi nawiązują do srebrno-czarnego herbu Hohenzollernów, a także do barw zakonu krzyżackiego. Prawdopodobnie nawiązanie do barw Prus znalazło się w trójkolorowej fladze Cesarstwa Niemieckiego. 
Po upadku monarchii, od 1919 Prusy jako kraj związkowy usunęły z flagi symbole królewskie, pozostawiając w szponach orła miecz, oraz dodając pęk błyskawic. Zmieniony został też wizerunek orła, z ujęcia typowo heraldycznego na perspektywiczne, zbliżone do formy orłów stylu empire. Od objęcia władzy przez nazistów w 1933 została zmieniona sylwetka godła i dodana ponad nim wstęga z dewizą pruskich królów niemieckich cesarzy Gott mit uns (niem. Bóg z nami).
Od faktycznej likwidacji odrębności państwowej Prus w 1935 (Gleichschaltung) flaga została zastąpiona ogólną flagą III Rzeszy.

Flaga kraju związkowego Prusy w latach 1922–1933
Flaga kraju związkowego Prusy w latach 1933–1935
Flaga Prus z lat 1466-1772